# Microdothella culmicola
Microdothella culmicola är en svampart som beskrevs av Syd. & P. Syd. 1914. Microdothella culmicola ingår i släktet Microdothella, ordningen Dothideales, klassen Dothideomycetes, divisionen sporsäcksvampar och riket svampar.   Inga underarter finns listade i Catalogue of Life.